# Julia Tiedemann
Julia Tiedemann (* 1987) ist eine deutsche Politikerin (Bündnis Deutschland, vorher BIW). Seit Juni 2023 ist sie Mitglied der Bremischen Bürgerschaft.

## Biographie
Tiedemann lebt in Bremerhaven und ist selbständig tätig.

### Politik
Bei der Bürgerschaftswahl in Bremen 2019 trat sie als Kandidatin der Bürger in Wut auf Listenplatz 3 mit 603 Personenstimmen erfolglos an. Bei der Bürgerschaftswahl 2023 wurde sie als Kandidatin der BIW im Wahlbereich Bremerhaven mit 963 Personenstimmen in die Bremische Bürgerschaft gewählt. Sie stand auf Listenplatz 2. Kurz nach der Wahl gingen die BIW in der Partei Bündnis Deutschland auf.
Tiedemann ist Mitglied im Rechtsausschuss und in der Staatlichen Deputation für Mobilität, Bau und Stadtentwicklung. Sie ist außerdem stellvertretendes Mitglied im Ausschuss für Bundes- und Europaangelegenheiten, internationale Kontakte und Entwicklungszusammenarbeit sowie im Controllingausschuss.